# Skrinion Barbaron
Lo Skrinion Barbaron o Ufficio dei Barbari, fu un ministero del governo nell'impero bizantino. 
Iniziato come un Ufficio Protocollo divenne ciò che è generalmente considerato la prima agenzia di spionaggio centralizzata del mondo; in qualche maniera comparabile con i moderni  SVR russo o MI6 britannico.
In apparenza il ministero ebbe sempre compiti diplomatici: gestire le relazioni estere ed intrattenere i dignitari stranieri, ma il suo fine principale era quello di raccogliere informazioni riguardanti i regni esteri ed i loro governanti come mezzo per guadagnare la loro alleanza e/o per insidiarli se necessario.
Il suo ruolo può essere visto come parte della filosofia romano/bizantina che considerava la diplomazia semplicemente una forma più sofisticata di guerra attraverso la quale gli imperatori tentarono, ogni volta che fu possibile, di evitare conflitti armati in favore di manipolazioni politiche.